# Dépression du géoïde de l'océan Indien
La dépression du géoïde de l'océan Indien (en anglais Indian Ocean Geoid Low, IOGL) est le point le plus bas du géoïde de la Terre et sa plus grande anomalie gravitationnelle, formant une dépression circulaire couvrant une superficie d'environ 3 millions de kilomètres carrés, juste au sud de la péninsule indienne. Découverte en 1948 par le géophysicien néerlandais Felix Andries Vening Meinesz lors d'une étude gravimétrique depuis un navire, elle était restée un mystère jusqu'en mai 2023, date à laquelle le phénomène a été expliqué empiriquement.

## Localisation et caractéristiques
L'anomalie gravitationnelle, ou « trou de gravité », est centrée à environ 1 200 kilomètres (750 mi) au sud-ouest de Kanyakumari, la pointe la plus méridionale du sous-continent indien. Elle couvre une superficie d'environ 3 millions de kilomètres carrés, c'est-à-dire pratiquement l'équivalent de la surface de l'Inde. En raison de la gravité locale plus faible, le niveau de la mer dans l'IOGL serait 106 m plus proche du centre de la Terre que le niveau moyen de la mer ailleurs à la même latitude, s'il n'y avait pas d'effets mineurs tels que les marées et les courants dans l'océan Indien,,.

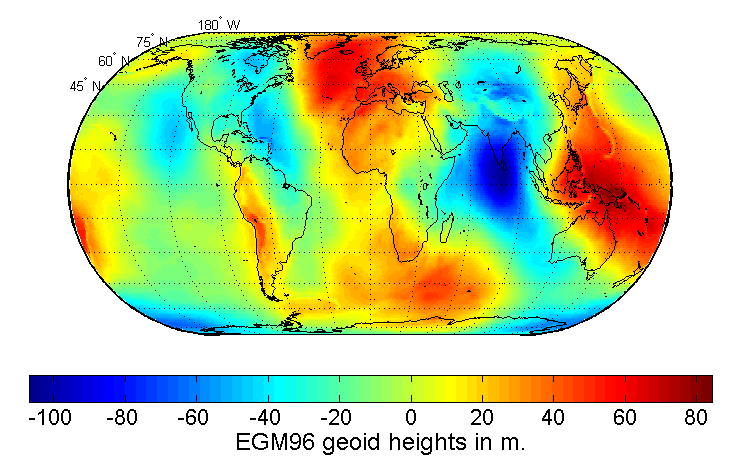
Anomalie de la gravité dans l'océan Indien.

Collision approximative de la plaque indienne avec l'Asie centrale.

La théorie la plus courante expliquant le « trou de gravité » est associée à la dérive du sous-continent indien. Des fragments du plancher enfoncé de l'océan Téthys ont été compensés par des panaches mantelliques de magma chaud de faible densité provenant de l'intérieur de la Terre,. En raison de cette densité plus faible, l'attraction gravitationnelle dans la région de l'IOGL est actuellement plus faible que la normale d'environ 50 mgal (0,005 %), ce qui constitue l'anomalie gravitationnelle la plus importante sur Terre. Cette dépression se serait ainsi formée il y a environ 20 millions d’années.

## Lectures complémentaires
- Ghosh, A., Thyagarajulu, G., Steinberger, B. (2017). "The importance of upper mantle heterogeneity in generating the Indian Ocean geoid low". Geophysical Research Letters, 44, doi: 10.1002/2017GL075392.
- Singh, S., Agrawal, S., Ghosh, A. (2017). "Understanding deep earth dynamics: A numerical modelling approach". Current Science (Invited Review), 112, 1463–1473.
- Ghosh, A., Holt, W. E. (2012). "Plate Motions and Stresses from Global Dynamic Models". Science, 335, 839–843.